# Nike T40 T55
Nike T40 T55 ist die Bezeichnung einer dreistufigen Experimentalrakete, bestehend aus einer Nike-Startstufe, einer Oberstufe vom Typ T40 und einer Oberstufe vom Typ T-55. Die Nike T40 T55 hat einen Startschub von 217 kN und eine Länge von 9 Meter. Sie wurde in den Jahren 1956 und 1957 insgesamt nur zweimal vom National Advisory Committee for Aeronautics (NACA) für Wiedereintrittsversuche verwendet.